# 우왕
우왕(禑王, 1365년 7월 25일(음력 7월 7일) ~ 1389년 12월 31일(음력 12월 14일))은 고려의 제32대 국왕(재위: 1374년 10월 30일(음력 9월 25일) ~ 1388년 7월 11일(음력 6월 8일))이다.

## 개요
공민왕과 시녀 반야(般若) 사이에서 태어났으며, 일곱 살 때 입궁하여 할머니인 명덕태후(明德太后, 공원왕후)에게 양육되었다. 이후 공민왕이 시해되자 이인임의 추대를 받아 즉위하였다.
재위 기간 중 왜구의 약탈로 백성들의 피해가 극심하였으며, 친명적인 신진사대부가 성장하여 권문세족과 대립하였다. 명나라의 요동을 공격하기 위해 요동 정벌을 단행하였으나, 위화도에서 회군한 이성계 일파에 의해 폐위되었으며, 이후 처형되었다.
우왕의 재위 기간 중, 최무선의 건의를 받아들여 화통도감을 설치하고 화약을 제조하였으며, 현존하는 세계에서 가장 오래된 금속활자로 인쇄한 불교 서적인 《직지심체요절》이 청주 흥덕사에서 간행되었다.

## 생애

### 탄생과 가계
1365년(공민왕 14년) 7월 7일, 공민왕(恭愍王)과 비첩인 반야(般若) 사이에서 태어났다. 아명은 모니노(牟尼奴)인데, '석가모니의 종(奴)'이라는 뜻이다.
어머니 반야는 공민왕의 총애를 받던 신돈(辛旽)의 여종으로 신돈이 반야를 공민왕에게 바쳤는데, 이로 인해 우왕이 공민왕의 아들이 아닌 신돈의 아들이라는 의혹이 훗날 이성계와 신진사대부들 사이에 퍼지게 되었다.
우왕의 탄생과 혈통에 관한 의혹은 곧 우왕의 폐위와 죽음으로 이어졌으며, 이로 인해 《고려사》를 비롯하여 조선시대에 편찬된 모든 관찬사서는 우왕을 신돈과 반야의 자식으로 규정하고 있다.

### 치세

#### 입궁과 즉위
1371년(공민왕 20년), 일곱 살이 될 무렵에서야 비로소 입궐하여 명덕태후전에서 자랐다. 1373년(공민왕 22년) '우(禑)'라는 이름을 하사받고, 강녕부원대군(江寧府院大君)에 봉작되었다.
1374년(공민왕 23년) 9월, 공민왕이 홍륜과 최만생 등에 의해 시해되자, 열 살의 나이로 이인임의 후원을 받아 즉위하였다. 당시 명덕태후와 경복흥 등은 우왕이 아닌 다른 왕실 종친 중에서 새로운 왕을 옹립하려 하였으나, 이인임의 뜻에 따라 열 살의 우왕이 즉위하였다. 즉위 초기의 우왕은 나이가 어려 이인임과 명덕태후의 섭정을 받았다.
이에 앞서 공민왕은 우왕의 어머니를 반야가 아니라 예전에 사망한 궁인 한씨라고 공식적으로 선언하였는데, 우왕은 즉위 후에 궁인 한씨를 순정왕후(順靜王后)로 추존하였다.
1376년(우왕 2년) 3월, 우왕의 생모인 반야는 한밤중에 명덕태후의 처소에 들어와 울부짖으며 말하기를, "내가 실제로 주상(우왕)을 낳았는데 어째서 한씨(순정왕후)를 어머니라고 합니까?" 하며 따졌는데, 이를 들은 명덕태후에 의해 쫓겨나 옥에 갇혔으며, 결국에는 이인임에 의해 임진강에 던져져 죽임을 당했다.

#### 국정 파탄과 난행
1374년(우왕 즉위년) 10월, 북원의 사주를 받은 충렬왕의 현손인 탈탈불화(脫脫不花)가 스스로 고려왕이라 주장하며 고려의 왕위를 요구했으나, 이인임 등이 군사를 보내 탈탈불화의 입국을 사전에 차단하였다.
즉위 초기 할머니인 충숙왕비 명덕태후(공원왕후)가 섭정을 하였다. 즉위 초반의 우왕은 경연을 열어 학문을 닦기에 힘썼고, 명덕태후의 훈계를 받아 몸가짐을 바로하여 기대를 모았다. 그러나 태후가 승하한 이후부터 술과 여색, 사냥 등 주색잡기에 빠져 국정을 소홀히 하였으며, 마침내 국력과 명운을 쇠진하게 된 원인을 제공하였다.
1380년(우왕 6년) 1월, 명덕태후의 훙서 이후에는 사실상 이인임이 섭정으로 실권을 휘둘렀다. 1383년(우왕 9년) 친정(親政)을 선언하였으나 이인임이 국왕의 총애를 바탕으로 권력을 독점하며 측근들과 함께 온갖 부정 부패 및 비리를 일삼았고 우왕은 그를 아버지라고 부르며 파국적인 국정 운영을 이어 나갔다.
뿐만 아니라 우왕은 무뢰배들과 어울려 장난을 일삼고, 사냥과 주색을 탐닉하며 방탕하게 행동하였는데, 이 시기에 나라 안팎으로 왜구가 출몰하여 백성들이 크게 고통스러워 하였다. 최영과 이성계는 이런 왜구들을 토벌하면서 공을 세워 백성들로부터 신망을 얻게 되었다.
이후 우왕은 최영, 이성계와 힘을 합쳐 이인임을 제거하였으며, 임견미와 염흥방을 비롯한 권문세족들을 처형하였다. 권문세족들이 제거됨에 따라 신흥무인세력과 신진사대부들이 성장하였다. 우왕은 최영의 딸을 왕비로 맞아 영비(寧妃)로 책봉하고 국구로 대우하여 힘을 실어주었다.

### 왜구의 침입과 격퇴
1350년(충정왕 2년)부터 본격화된 왜구의 침입은 공민왕을 거쳐 우왕 시대에 이르러 극에 달하였는데, 우왕 재위 14년 동안 378회의 침입을 받았다. 고려-몽골 전쟁 이후 100여년간 안정을 되찾던 고려는 본격적으로 왜구의 약탈에 시달리게 되었다. 1374년(우왕 즉위년), 밀양을 침입한 왜구는 다음해에는 경양현(慶陽縣)에 쳐들어왔으며 낙안(樂安)과 양광도의 해안가에 출몰하여 약탈을 자행하였다. 조정에서는 김의와 임견미, 이성계, 최영에게 왜구를 토벌하게 하였다.

#### 홍산 대첩
1376년(우왕 2년), 홍산(鴻山, 충남 부여)에 침입한 왜구는 최영이 이끄는 군대에 의해 격퇴되었다. 앞서 전라도를 침공한 왜구가 북상하자, 최영은 우왕에게 참전할 것을 청했으나 왕은 최영이 연로함을 들어 허락하지 않았다. 하지만 최영의 굳은 결의에 마침내 허락하였고, 승리를 하고 돌아오자 재추들을 이끌고 교외에서 최영을 맞이하였는데, 그 의장 행렬이 마치 황제의 사신을 영접하는 예식과 같았다.

#### 천도 논의
1377년(우왕 3년), 왜구들의 기세는 줄어들 기미를 보이지 않고, 또다시 고려를 내습하여 노략질을 일삼았다.
1월, 합포의 회원창(會原倉)을 습격하여 군량미를 약탈한 것을 시작으로, 신평현(新平縣, 충청남도 당진시)과 경양, 착량을 공격하여 군함을 불태웠다. 이에 군사를 보내어 싸웠으나 패퇴하자, 우왕은 개경을 버리고 수도를 옮기려 하였다. 우왕은 개경이 해안가와 가까워 왜적이 쉽게 침략할 수 있음을 이유로 들며 내륙으로 천도하려 하였으며, 철원에 궁성을 축조할 것을 명하였으나 최영이 강력하게 반대하여 무산되었다. 우왕은 재위 기간 중 여덟번 천도할 뜻을 내비치었는데, 이중 1377년 한 해 동안에만 여섯번을 주장하였다.
10월, 최무선의 건의에 따라 화통도감(火㷁都監)을 설치하여 화약을 사용해 왜구의 침략에 대응하였다.
1377년 한 해 동안 경상도, 전라도, 양광도를 비롯해 강화도가 습격당하고, 강화도의 병사 천여명이 포로로 잡혔을 뿐만 아니라, 서북면 일대의 영강, 장연, 안악, 삼화현도 습격당하였다. 이외에도 해주, 옹진, 온수, 함열현이 왜구의 침략을 받았다. 이 한 해에 전 국토가 왜구에 의해 초토화되었다.

#### 진포해전
1380년(우왕 6년), 매년 지속되어온 왜구의 규모가 거대화 되면서 조정 또한 국방을 강화하고 본격적인 반격에 돌입하였다. 8월, 왜구는 500여척의 선박을 이끌고 진포(鎭浦) 앞바다에 출몰하였는데 김사혁과 나세, 심덕부, 최무선이 이끄는 고려 수군에 의해 격퇴되었다.

#### 황산대첩
9월에는 이성계가 이끄는 고려군이 황산(荒山, 전라북도 남원)을 침략한 왜구를 토벌하여 대승을 거두었다. 이 무렵의 왜구는 노략질만을 일삼던 해적이 아니라 군대의 규모를 갖춘 연합체로 성장하였는데, 고려 해안을 침략한 수군과 내륙을 습격한 군대가 연합하여 세를 키웠다. 왜구를 이끈 아지발도(阿只抜都)는 이성계와 이지란에 의해 사살되었다. 고려군의 공세에 왜구는 궤멸하였고 남은 무리들은 지리산으로 도망하였다.
이후에도 정지(鄭地)가 이끄는 수군이 남해현 관음포에서 왜적을 물리친 관음포 전투를 비롯하여, 최영과 이성계의 활약에 이후 왜구는 한동안 소강상태를 보였으나, 왜구의 침략으로 인해 고려가 입은 물적피해와 인적피해는 상당하였다.
왜구를 토벌하는 과정에서 공을 세운 최영과 이성계를 비롯한 신흥무인세력들이 백성들에게 신망을 받으며 그 세력이 성장하였다.

### 요동 정벌과 폐위

#### 요동 정벌
1388년(우왕 14년) 2월, 명나라는 철령(鐵嶺, 강원도 회양군 · 안변군) 이북의 땅을 차지하겠다고 통보하였다. 철령 이북의 땅이 원나라의 쌍성총관부가 있던 지역이니, 원을 계승한 명나라의 땅이라는 것이었다. 명은 철령위라는 관청을 설치하고 관리를 파견했다. 최영은 반발했고, 이성계와 신진사대부는 명나라의 요청을 받아들이자고 하였다.
그해 4월, 최영과 우왕은 공민왕 대에 군사를 일으켜 명나라의 요동을 점령했던 일을 상기시켜 요동을 공격하여 정벌할 것을 결정하였다. 그러나 이성계는 요동 정벌을 반대하면서 4가지의 이유를 들었다.
| “ | 소(小)로서 대(大)를 거역하는 것이 첫째 불가하고, 여름에 군대를 동원하는 것이 둘째 불가하고, 온나라 군대를 동원하여 원정하러 가면 왜적이 그 틈을 노릴 것이니 셋째 불가하고, 지금은 여름철이라 비가 자주 내리므로 아교가 녹아 활이 눅고 군사들은 질병을 앓을 것이니 넷째 불가합니다. | ” |
|   | — 이성계, 〈4불가론〉 |   |

그러나 우왕과 최영은 요동 정벌의 강행하였다.
4월 3일, 우왕은 직접 평양에 머물며 군사 징발을 독려하고, 좌군과 우군을 정비하였으며 압록강의 부교(浮橋)를 설치하는 것을 지휘하였다. 전국의 승도를 징발하여 요동정벌군을 편성하여 최영을 총도통사, 이성계와 조민수를 좌군도통사, 우군도통사로 임명하여 출정하게 하였다. 4만여명의 군대가 평양을 떠나 요동으로 진격하려 할 때, 우왕은 정작 최영의 출장을 막고 자신의 곁에 남아 보호해줄 것을 청하였다.

#### 위화도 회군
4월 18일, 요동정벌군이 평양을 떠난 후, 우왕은 계속해서 서경(西京, 평양)에 머물며 대동강에서 뱃놀이를 하고 부벽루에 올라 몽고 음악을 들었다. 4월 21일에는 명나라의 연호인 '홍무(洪武)'를 폐지하고 몽고의 복장을 입도록 하였다. 우왕이 개경을 비운 사이 왜구가 남포 앞바다에 위치한 초도(椒島)를 침략하였다.
한편 요동 정벌을 위해 북진하던 요동정벌군은 5월이 지나 압록강 하류에 위치한 위화도(威化島)에 이르렀는데, 예상했던 대로 장마가 시작되어 장대비가 쏟아지고 압록강이 불어 익사자가 속출하기 시작했다. 군대는 도하에 어려움을 겪었으며 군량미는 떨어지고 탈영병이 속출하였다. 이성계와 여러 장수들은 진군을 멈추고, 조정에 현재의 상황을 보고하고 장마와 군량미의 문제 등으로 인해 더이상의 진군이 불가하므로 회군하게 해줄 것을 청하였다.
하지만 우왕과 최영은 그대로 요동으로 진격할 것을 명령하였다.
5월 22일, 이성계는 명령에 불복하고, 위화도 회군을 단행하였다. 당시 성주(成州, 평안남도 성천군)의 온천에 머물고 있던 우왕은 이성계가 군대를 이끌고 개경으로 말머리를 돌려 회군한다는 소식을 듣고 급히 대동강을 건너 개경으로 돌아왔으며 성난 군사들을 회유하였다.
개경을 점령한 이성계 일파는 최영의 군대를 물리치고 최영을 내어줄 것을 청한 뒤, 고봉현으로 유배보낸 뒤 이후 처형하였다. 우왕은 군사들을 다독이며 한편으로는 이성계를 급습하려 하였으나 실패하였다.
1388년 6월 8일, 우왕은 마침내 이성계에 의해 폐위되어 강화로 쫓겨났다. 우왕의 뒤를 이어 아들인 창(昌)이 즉위하였다.

## 최후
1388년(창왕 즉위년), 창왕은 전왕인 우왕을 강화도에서 경기도 여흥(驪興, 경기도 여주시)으로 옮겼으며, 최영을 처형하였다.
1389년(창왕 1년), 이성계 일파는 우왕과 그의 아들 창왕이 신돈의 자손이므로 왕위에 있을 수 없다며 창왕을 폐위시키고, 신종의 7대손 정창군(定昌君, 공양왕)을 새로운 왕으로 옹립했다.
1389년(공양왕 원년) 11월, 우왕은 김저(金佇)와 모의하여 이성계를 제거하려 하였다는 혐의를 받아 강릉으로 다시 옮겨졌으며, 12월 14일, 처형되었다. 죽기 전 그는 자신을 신돈의 자손이라 주장하는 형관들에게 자신이 왕씨 후손임을 증거로 윗옷을 벗어 겨드랑이의 비늘 같은 것을 내보였다는 이야기가 전해진다.

### 사후
우왕은 신진사대부들에 의해 신돈의 아들로 기록되어 《고려사》와 《고려사절요》에는 국왕 열전이 아닌 반역 열전에 실리고, 신우(辛禑)라 칭해졌다. 조선 태종 때에는 우왕을 여흥왕(驪興王)이라고 부르기도 했다.
시신은 여주군 길천면 대왕리(현 여주시 흥천면 대당리) 산에 매장되었다.
우왕이 묻힌 곳은 왕이 묻혔다 하여 대왕리라 하다가, 1914년 조선총독부의 행정구역 개편 때 대당리로 바뀌었는데, 대당리의 자연부락으로 청당이부락 남서쪽에 있는 대왕이부락 마을 뒷산에 우왕의 묘로 추정되는 무덤이 구전되어 왔다. 그러나 조선 개국 세력에 의해 신돈의 아들이자 반역자로 매도되었으므로 능은 방치되었다.

## 혈통 논란

### 우창비왕설
'우창비왕설(禑昌非王說)'은 우왕과 그의 아들인 창왕이 공민왕이 아닌 역적 신돈의 아들이라는 주장으로, 우왕 · 창왕 부자는 왕씨가 아니므로 위주(僞主, 가짜 임금)로 일컬어졌으며, 우왕과 창왕의 치세기는 위조(僞朝)로 폄하되었다. 이후 조선에서 편찬한 모든 관찬사서는 우왕을 신돈의 아들로 기록하고 있다.
《고려사》는 우왕의 치세를 왕의 기록을 수록하는 편목인 세가(世家)에 넣지 않고 인물의 기록을 수록하는 열전(烈傳)에 넣었고, 성과 이름 또한 신우(辛禑)라 적고 있다. 우왕 및 창왕이 공민왕의 혈통인가 신돈의 혈통인가에 대한 진위는 현재로서는 알 수 없는데, 다만 신돈의 혈통이라 기정사실화되고 역사에 기록된 것은 조선 건국 세력이 우왕과 창왕의 폐위를 정당화하려는 입장이 강하게 반영된 것이라고 보는 시각이 지배적이다.
정몽주를 비롯한 조선 건국에 반대했던 온건적인 신진사대부들 또한 우왕과 창왕의 신씨(辛氏)설에 동조하여 창왕을 폐위시키고 공양왕을 옹립하였다. 정몽주는 역성혁명에는 반대하였으나 우왕과 창왕을 폐위하는 데는 가담하였다. 이들은 '폐가입진(廢假立眞, 가짜를 폐하고 진짜를 세움)'을 내세우면서 우왕과 창왕을 왕씨가 아닌 신돈의 후손으로 단정지었다.

### 후대의 평가
조선 후기 국학의 발달로 고려 말년의 기사에 대한 사료 비판과 함께, 우왕과 창왕에 대한 평가도 다시 이루어졌다. 우왕 부자가 《고려사》의 반역열전에 실린 것에 대해 성호 이익은 《강목(綱目)》에서 진시황(秦始皇)이나 동진(東晉) 원제(元帝)의 사례를 들며 두 황제 모두 사가들에 의해 전왕의 자손이 아닌 것으로 단정되었지만 위호(位號)는 떼어 버리지 않고 남겨두었는데, 우왕이 공민왕을 죽이고 왕위를 차지한 것도 아니고 공민왕으로부터 아들로 인정받아 아비로써 물려주고 자식으로써 이어받은 것인데 반역이라고 부르는 것은 옳지 않다고 보았다.
안정복은 《동사강목》에서 우왕과 창왕이 왕씨인지, 신씨인지에 대해서 유보하는 입장을 취하기는 하였지만, 창왕이 즉위한 뒤 경연에서 윤소종이 창왕에게 "상왕(上王)께서 처음 즉위하셨을 때에는 총명(聰明)이 학문으로 향하셨으나" 라고 말하는 부분을 들며, 폐위되고도 창왕이 즉위했던 당대에는 상왕이라는 칭호로 존숭받은 점은 우왕이 신씨라는 설에 명확한 근거를 제시할 수 없다면 왕씨임이 틀림없다고 주장하였다.

## 가족 관계
우왕은 적후를 두지 않고 '구비삼옹주(九妃三翁主)'라 불리는 9명의 왕비와 3명의 옹주 등 12명을 비빈을 두었다. 이는 조모인 명덕태후 홍씨가 죽은 뒤 차출한 것이다.
그러나 우왕이 폐위된 뒤 창왕의 생모인 근비 이씨와 현비 안씨, 우왕의 유배지에 동행한 영비 최씨와 명순옹주를 제외한 나머지 비빈들은 폐출되었으며, 우왕과 창왕이 신돈의 후손이라 하여 위주(僞主: 가짜 임금)로 폄하됨에 따라 우왕은 반역열전에 수록되고 비빈들은 《고려사》 후비전에 입전되지 못하였다.
| 고려 제32대 국왕 | 우왕 禑王 | 출생                                       | 사망                                                            |
| 고려 제32대 국왕 | 우왕 禑王 | 1365년 7월 25일 (음력 7월 7일) 고려 개경부 | 1389년 12월 31일 (음력 12월 14일) (24세) 고려 교주강릉도 강릉부 |

|      |                             | 생몰년          | 부모                                      | 비고                                          |
| ---- | --------------------------- | --------------- | ----------------------------------------- | --------------------------------------------- |
| 부   | 공민왕 恭愍王               | 1330년 - 1374년 | 충숙왕 忠肅王 공원왕후 홍씨 恭元王后 洪氏 | 제31대 국왕                                   |
| 법모 | 순정왕후 한씨 順靜王后 韓氏 | 생몰년 미상     | 한준 韓俊 한씨 韓氏                       | 명덕태후와 이인임에 의해 우왕의 생모로 공표됨 |
| 모   | 반야 般若                   | ? - 1376년      | 미상                                      | 우왕의 생모임을 주장하다 처형됨               |

| 작호  | 작호                                  | 이름          | 본관                | 생몰년 | 부모                                          | 비고                                          |
| ----- | ------------------------------------- | ------------- | ------------------- | ------ | --------------------------------------------- | --------------------------------------------- |
| 제1비 | 근비 이씨 謹妃 李氏 왕대비 王大妃     |               | 고성                | 미상   | 이림 李琳 변한국대부인 홍씨 卞韓國大夫人 洪氏 | 창왕의 생모                                   |
| 왕비  | 영비 최씨 寧妃 崔氏                   | 동주          | 최영 崔瑩 은씨 殷氏 | 미상   | 최영의 서녀                                   |                                               |
| 왕비  | 의비 노씨 毅妃 盧氏                   | 석비 釋婢     | 장연                | 미상   | 노영수 盧英壽 복안택주 福安宅主               | 근비 이씨의 궁녀 태종의 후궁 소빈 노씨의 고모 |
| 왕비  | 숙비 최씨 淑妃 崔氏                   | 용덕 龍德     |                     | 미상   | 최천검 崔天儉 명선옹주 明善翁主               | 의비 노씨의 궁녀                              |
| 왕비  | 안비 강씨 安妃 姜氏                   |               | 강인유 姜仁裕       | 미상   |                                               |                                               |
| 왕비  | 정비 신씨 正妃 申氏                   | 평산          | 신아 申雅           | 미상   |                                               |                                               |
| 왕비  | 덕비 조씨 德妃 趙氏 숙녕옹주 肅寧翁主 | 봉가이 鳳加伊 |                     | 미상   | 조영길 趙英吉 이인임의 여종                   |                                               |
| 왕비  | 선비 왕씨 善妃 王氏                   |               | 개성                | 미상   | 왕흥 王興                                     | 우왕 사후 유은지에게 재가                     |
| 왕비  | 현비 안씨 賢妃 安氏                   | 죽산          | 안숙로 安淑老       | 미상   | 공민왕비 정비 안씨의 조카                     |                                               |
| 옹주  | 화순옹주 和順翁主                     | 소매향 小梅香 |                     | 미상   | 미상                                          | 기생 출신                                     |
| 옹주  | 명순옹주 明順翁主                     | 연쌍비 燕雙飛 |                     | 미상   | 미상                                          | 기생 출신                                     |
| 옹주  | 영선옹주 寧善翁主                     | 칠점선 七點仙 | ? - 1420년          |        | 미상                                          | 기생 출신                                     |

|   |           | 이름  | 생몰년          | 생모      | 비고                                   |
| - | --------- | ----- | --------------- | --------- | -------------------------------------- |
| 1 | 창왕 昌王 | 창 昌 | 1380년 - 1389년 | 근비 이씨 | 제33대 국왕 공양왕 원년(1389년) 처형됨 |

## 우왕이 등장하는 작품
- 《개국》(KBS, 1983년, 배우 : 조인표,안정훈,이두섭)
- 《추동궁 마마》(MBC, 1983년, 배우 : 방훈)
- 《용의 눈물》(KBS1, 1996년~1998년, 배우 : 권오성)
- 《신돈》(MBC, 2005년~2006년, 배우 : 최수한, 이디엘)
- 《대풍수》(SBS, 2012년~2013년, 배우 : 이태리, 정준원)
- 《정도전》(KBS1, 2014년, 배우 : 박진우, 정윤석)
- 《육룡이 나르샤》(SBS, 2015년~2016년, 배우 : 이현배)
- 《태종 이방원》(KBS1, 2021년~ 배우 : 임지규)

## 같이 보기
| - 공민왕 - 신돈 - 반야 - 명덕태후 - 이인임 - 경복흥 - 임견미 - 창왕 | - 최영 - 이성계 - 나세 - 최무선 - 정몽주 - 정도전 - 직지심체요절 | - 왜구 - 요동 정벌 - 위화도 회군 - 홍산대첩 - 황산대첩 - 진포 해전 - 관음포 전투 |